# Sillería del coro de la catedral de Astorga
La sillería renacentista del coro de la catedral de Astorga, pertenece al segundo cuarto del siglo XVI; comenzó su construcción Juan de Colonia, bajo el obispado de Sancho de Acebes (1501-1515). Hubo un segundo contrato después de la muerte de este escultor, siendo obispo Diego de Álava y Esquivel.

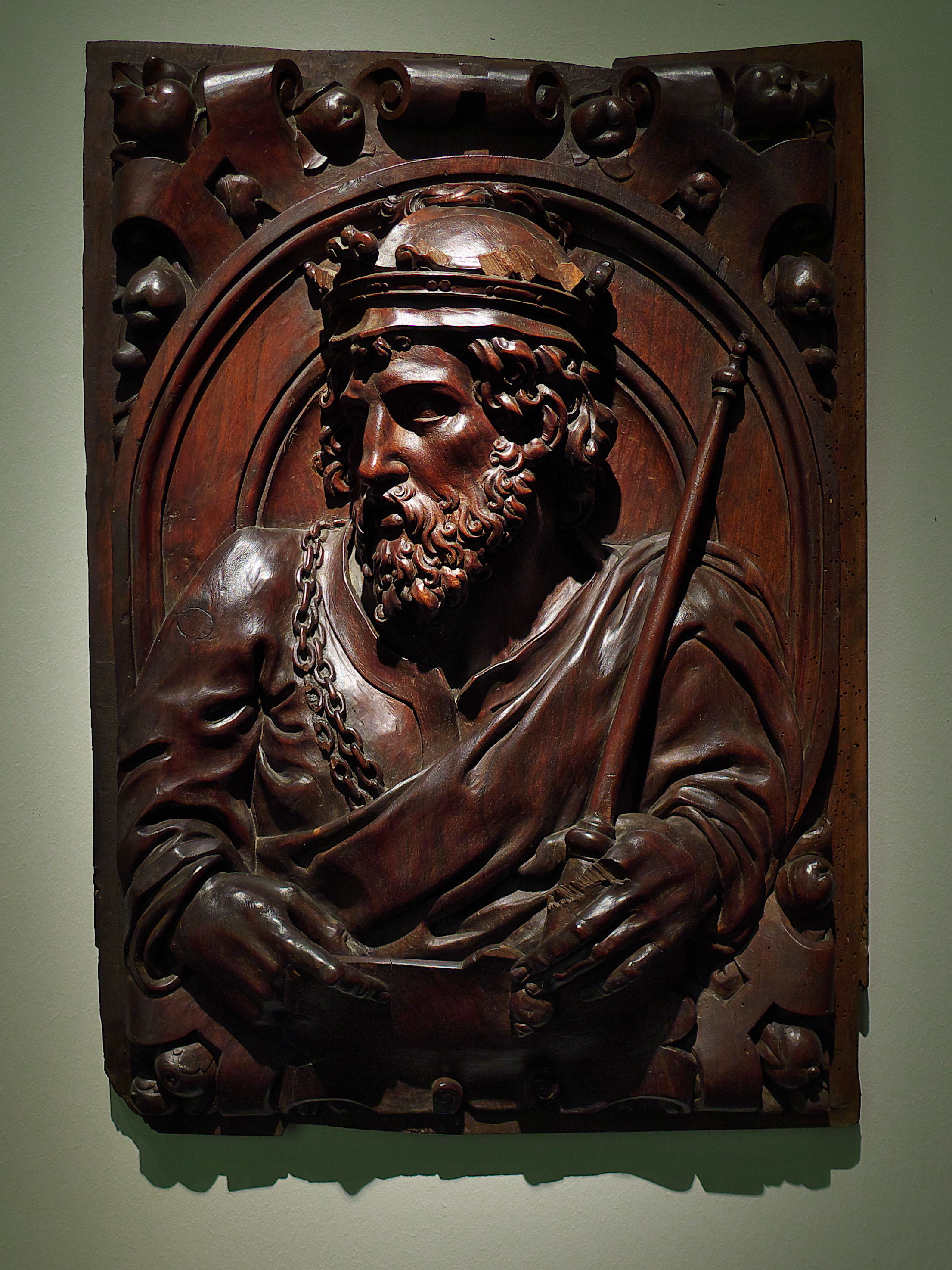
Rey de Israel

Está realizada en madera de nogal sin policromar (a lo blanco). Sus autores fueron Juan de Colonia (el trabajo de Juan de Colonia quedó inconcluso hacia 1530), Nicolás de Colonia (de origen flamenco, cuya obra se muestra todavía gotizante), Tomás Mitata (a quien se supone lombardo, a juzgar por su obra que demuestra dotes para la caracterización fisonómica y anecdótica), Roberto Memorancy (con clara influencia de Vigarny, Diego de Siloé y Berruguete) y Pedro del Camino (que realizó los cuatro respaldos de los primeros asientos que flanquean el acceso al recinto de la parte baja y de algunos de los medallones que están sobre la sillería baja).

## Descripción y cronología

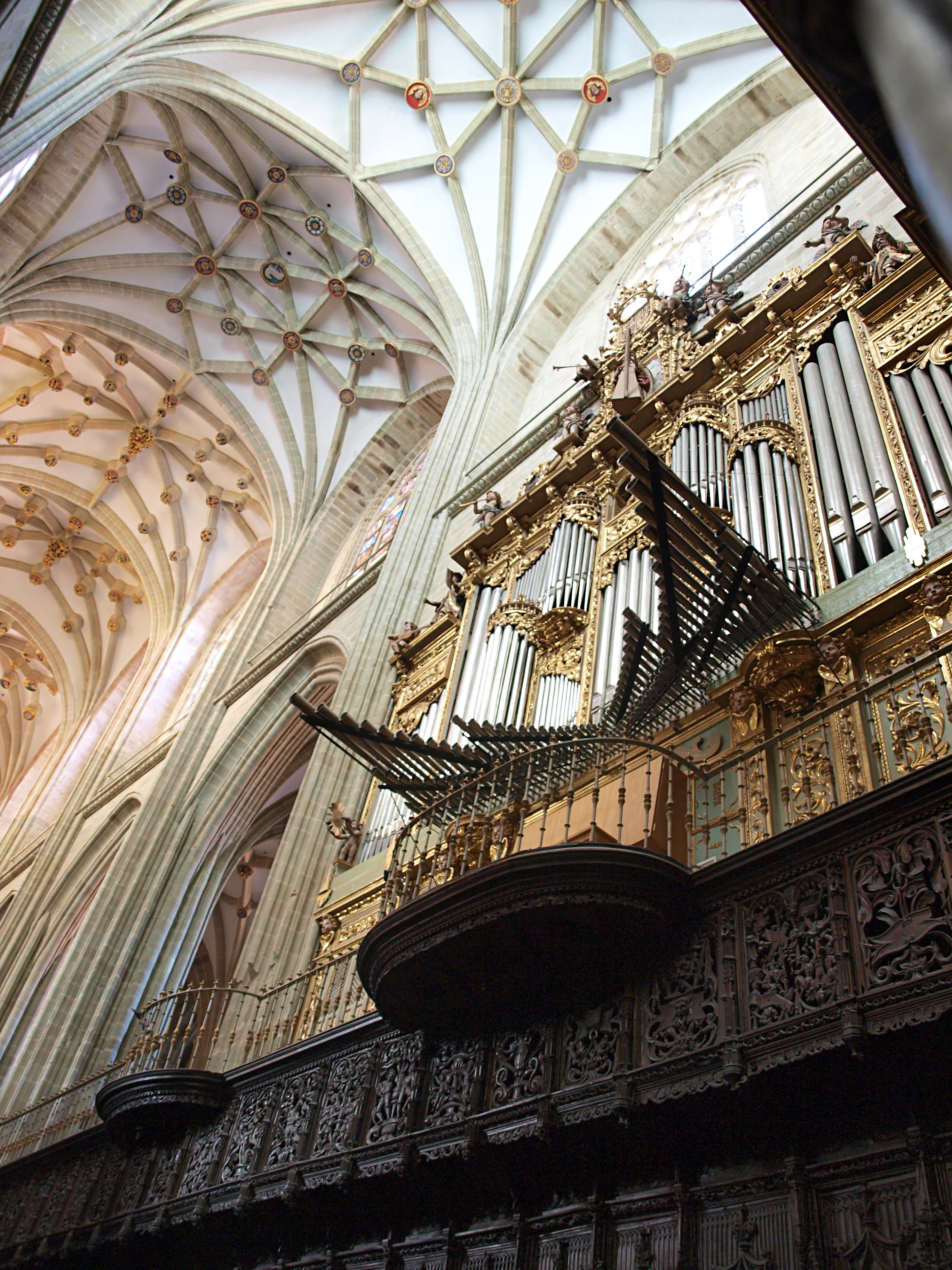
Detalle del friso superior y del órgano musical.

La sillería mantiene en su talla alguna ornamentación propia del estilo gótico final, en detalles arcaizantes, como la decoración de hojarasca, las simuladas bóvedas de crucería sobre arcos conopiales. El resto de la obra es renacentista, siguiendo la propuesta del contrato.
El programa iconográfico es diverso. En el coro bajo están las representaciones de patriarcas, profetas, reyes y otros personajes de Israel, acompañados por las Sibilas que adquieren un simbolismo de profecía que anuncia la salvación de los hombres con la llegada de Cristo. En los sitiales altos pueden verse las tallas de Apóstoles (flanqueando la silla episcopal), obispos, anacoretas, vírgenes, papas, santos, etc.
En las misericordias hay algún tema burlesco, pero abundan las ornamentaciones de tipo fantástico. En algunos casos siguen temas góticos, los llamados drôleries (como los perros que fuman en pipa mientras juegan a las cartas). Resalta especialmente la talla esmerada de la silla renacentista de Santo Toribio.
El resultado final fue un coro de 97 sitiales de los que 42 se colocaron en la parte baja y 55 en la parte alta. Toda esta estructura se instaló en la nave central, en el centro geométrico, ocupando los dos primeros tramos, dando la forma tradicional de U. En el primer tramo está colocado el órgano.
En algunos puntos de la sillería pueden verse referencias a distintas fechas: 1549 en la silla episcopal de Santo Toribio y en el cerramiento exterior del coro. Fecha de 1550 en el relieve de la Epifanía del lado del Evangelio; 1551 junto a la figura de Goliat, en la puerta de ese mismo lado. Además en el documento de 2 de marzo de 1551 queda confirmada toda esa cronología. En dicho documento, el obispo Pedro de Acuña pide al Cabildo catedralicio la colocación de su escudo heráldico sobre la silla episcopal, petición que le es concedida. La fecha de 1552 puede verse sobre el pretil del lado del órgano.